# Ascanio Mayone
Ascanio Mayone (* um 1570 in Neapel, Königreich Neapel; † 9. März 1627 ebenda) war ein neapolitanischer Komponist, Organist und Harfenist.

## Leben
Ascanio Mayone war möglicherweise Schüler von Jean de Macque und war zunächst als zweiter Organist ab 1593 an der Basilica della Santissima Annunziata Maggiore tätig. 1601 wird er von Scipione Cerreto als einer der exzellentesten Instrumentalisten auf der Orgel und der Doppelharfe bezeichnet. Seit 1621 war er dort der Maestro di cappella und blieb sein Leben lang dieser Kirche verbunden. Als Zweiter Organist war er seit 1602 neben Giovanni Maria Trabaci auch an der Real Cappella, der Kapelle der spanischen Vizekönige von Neapel, verpflichtet. 1614 wird er Erster Organist als Nachfolger Trabacis. Reisen führten ihn nach Spanien und nach Portugal.
Mayone komponierte Madrigale und veröffentlichte zwei Bände Cembalomusik, die Capricci per sonar (1603, 1609), die Ricercare, Canzonen, Toccaten und Partiten enthalten, für die er den Sammelbegriff Capriccio wählte.

## Kompositionen (Auswahl)
- Il Primo libro di diversi capricci per sonare, gedruckt bei Constantino Vitale, Neapel, 1603 RISM ID: 990040178 (Digitalisat beim IMSLP) (Hrsg. Christopher Stembridge, G. Zanibon, Padua 1981) I Ricercar primo II Ricercar secondo III Ricercar terzo IV Ricercar quarto V Canzon Francese prima VI Canzon Francese seconda VII Canzon Francese terza VIII Canzon Francese quarta IX Toccata prima X Toccata seconda XI Toccata terza XII Toccata quarta XIII Toccata quinta XIV Prima Partite sopra Rogiere XV Seconda Partite XVI Terza Partite XVII Quarta Partite XVII Quinta Partite XVIII Sesta Partite XIX Settima Partite XX Ottava Partita XXI Nona Partite XXII Decima Partite XXIII Undecima Partite XXIV  Dodecima Partite XXV Decimaterza Partite XXVI Decimaquarta Partite XXVII Decimaquinta Partite XXVIII Decimasesta Partite XXIX Decimasettima Partite XXX Decimaottava Partite XXXI Decimanona Partite XXXII Vigesima Partite XXXIII Vigesimaprima Partite XXXIV Prima Partite sopra Fedele XXXV Seconda Partite XXXVI Terza Partite XXXVII Quarta Partite XXXVIII Quinta Partite XXXIX Quinta Partite XL Sesta Partite XLI Settima Partite XLII Ottava Partite XLIII Nona Partite XLIV Decima Partite
- Il primo libro di madrigali, gedruckt bei Giovanni  Battista Sottile in Neapel, 1604 RISM ID: 990040179 (Digitalisat bei ORKA (Open Repository Kassel)) I Io moro o me felice a 5 II Amor d'un'angioletta a 5 III Mentre mia stella miri  a 5 IV Tu che scherzando vai  a 5 V Feritevi ferite viperette a 5 VI Sospir che del bel petto a 5 VII Amor deh che non togli a 5 VIII Son morto e godo  a 5 IX Non già con freddo core a 5 X Sciolta da questa vita a 5 XI Hor dal lume a 5 XII Se voi lagrime a pieno a 5 XIII La misera farfalla a 5 XIV Viddi neve di fuore a 5 XV Punge l'ape amorosa a 5 XVI Ch'io mora ohime a 5 XVII Quasi lampo venisti a 5 XVIII Fuggi fuggi o mio core a 5 XIX Filli gentil piangea a 5 XX Morir può il vostro core a 5
- Primo libro di ricercari a 3, Neapel 1606 (F. Sumner: Italian instrumental music of the sixteenth and early seventeenth centuries; vol. 18, Garland Publishing, New York, 1995)
- Secondo libro di diversi capricci per sonare, Neapel 1609 (Digitalisat) (Hrsg. Christopher Stembridge, G. Zanibon, Padua 1984) I Recercar del quarto Tono II Recercar del decimo Tono III Recercar sopra Ave maris stella IV Recercar sopra Canto Fermo di Costantio Festa V Recercar sopra Canto Fermo di Costantio Festa & per sonar all’Arpa VI Canzona Francese prima VII Canzona Francese seconda VIII Canzona Francese terza XIX Canzona Francese quarta XX Seconda Parte XXI Toccata prima XXII Toccata seconda XXIII Toccata terza XXIV Toccata quarta per il Cimbalo Cromatico XXV Toccata quinta per il Cimbalo Cromatico XXVI Prima Partite sopre Tenore antico, ò Romanesca XXVII Seconda Partite XXVIII Terza Partite XXIX Quarta Partite XXX Quinta Partite XXXI Quinta Partite XXXII Sesta Partite XXXIII Settima Partite XXXIV Ottava Partite XXXV Nona Partite XXXVI Decima Partite XXXVII Undecima Partite XXXVIII  Dodecima Partite XXXIX Decimaterza Partite XL Decimaquarta Partite XLI Decimaquinta Partite XLII Decimasesta Partite XLIII Decimasettima Partite
- Teatro de madrigali a cinque voci. De diversi eccellentiss. musici napoletani…, Neapel 1609